# Okręg Boulogne-Billancourt
Okręg Boulogne-Billancourt (fr. Arrondissement de Boulogne-Billancourt) – okręg w północnej Francji. Populacja wynosi 312 tysięcy.

## Podział administracyjny
W skład okręgu wchodzą następujące kantony:
- Boulogne-Billancourt-Nord-Est,
- Boulogne-Billancourt-Nord-Ouest,
- Boulogne-Billancourt-Sud,
- Chaville,
- Issy-les-Moulineaux-Est,
- Issy-les-Moulineaux-Ouest,
- Meudon,
- Saint-Cloud,
- Sèvres.